# モンキー・ゴーン・トゥ・ヘブン
「モンキー・ゴーン・トゥ・ヘブン」（英語: Monkey Gone to Heaven）は、アメリカのオルタナティヴ・ロックバンド、ピクシーズの楽曲である。1989年4月発売のアルバム『ドリトル（原題: Doolittle）』の7曲目に収録されており、同アルバムからの先行シングル曲かつ最初のシングルカット曲としてアメリカとイギリスでリリースされた。ピクシーズはメジャーレーベルであるエレクトラ・レコードと契約を結んで間もなくこの曲を発表したので、この曲がアメリカでのメジャーデビュー曲となった。
作詞・作曲はフロントマンのブラック・フランシス、プロデューサーはギル・ノートン。歌詞は環境保護主義と聖書の数秘術に触れながら、『ドリトル』で模索されていたテーマが反映されている。ゲストミュージシャンを起用した初のピクシーズ作品で、チェリストのArthur Fiacco、Ann RorichとバイオリニストのKaren Karlsrud、Corine Metterの計4人がゲストとされた。
楽曲は好評を博し、『ローリング・ストーン』誌のDavid Frickeは当曲について「諷刺の効いた、神とゴミについて考えさせずにはいられなくするものだ」と評した。リリースから何年も経った後も当曲は様々な音楽誌から賞を与えられている。

## 歌詞・意味
この曲の主題は環境保護主義である。作詞作曲を手がけたブラック・フランシスによれば、この曲は人による海洋破壊と「宇宙における人の立ち位置の混乱」を主に扱っているという。フランシスは次のように語った。「ある意味、（海は）でかい有機のトイレなんだ。洗い流されて、再浄化されたり分解される…大きくて暗いミステリアスな場所さ。」「そして神話が息づく場所でもある。そこにはオクトパス・ガーデンやバミューダトライアングル、アトランティスがあり、人魚もいる。」。フランシスは本作を作曲するずっと以前から、曲のサビ部分の「this monkey's gone to heaven」というフレーズを思いついていた。この一節が根幹の一つとなって、人と神との関係および環境保護主義を中心とする本作が生まれた。作曲したメロディに作詞途上の歌詞をのせると、フランシスはリードギタリストのジョーイ・サンティアゴに聞かせるために彼のアパートに急いだ。後にサンティアゴはこの時の演奏について「朝早く、私もまだ疲れていたんだけど、フランシスが『ねえジョー、そっちへ行ってもいいかい。聞いてほしいものがあるんだ。』と言ってきたんだ。（中略）曲はとても素晴らしいものだったよ。彼は「人が5なら」のパートを披露したんだ。彼は笑っていたよ。（中略）とても面白かった。」と語った。
また、この曲は歌詞の中で「人が5なら悪魔は6、そして神は7。（If man is five, then the devil is six, then God is seven）」と、数秘術について言及している。後にフランシスは「オルタナティヴ・プレス」誌のインタビューでこの歌詞の重要性について詳しく語った。「歌詞はヘブライの数秘術 ってやつから引っ張ってきたんだ。実は、俺もそれについてよく知ってるわけじゃないんだよ。たまたま、誰かが言ってたのを憶えててさ、『人が5なら悪魔は6、そして神は7を指すであろうとする事実を、ヘブライ語、特に聖書の記述にたくさん見つけられる』って。（中略）わざわざ図書館で調べたりはしなかったよ。」 シングル盤『Monkey Gone to Heaven』のジャケットには、これら数秘術を象徴する5、6、7の数字や天使の輪をもつサルがデザインされている。
『Doolittle 33⅓』の筆者であるBen Sisarioは曲についていささか異なった解釈をしている。
「歌詞の『an under water guy who controlled the sea（海を支配してる水中のヤツ）』というのは、この海という王国（フランシスの「海」についてのコメントも参照）の神、海神ネプチューンである。ネプチューンは人と地球との関係を擬人化した存在だ。その身に何が起きるか。『killed by ten million pounds of sludge from New York to New Jersey（ニューヨークからニュージャージー の間に沈む1000万ポンドのヘドロ のせいで死んじまう）』のだ。『creature in the sky（天空の生き物）』も同じで、オゾン層にあいた穴 に嵌ってしった。人からは、神から授けられた霊性は事実上失われ、堕落した獣性だけが残される。サルの頭に浮かぶ安っぽい輪っかは、このお粗末な転落の象徴だ。」

## 構造
ニ長調の音楽である。キム・ディールのベースギターとデイヴィッド・ラヴァリングのドラムの伴奏で、短いコード進行をとったフランシスのリズムギターから始まる。フランシスが歌いだすとギターの激しさは収束し、ディールのベースラインとラヴァリングの落ち着いたドラムだけが残る。第1ヴァース では、フランシスは歌詞の一行ごとに長い休止を挟み、ドラムとベースだけを響かせる。どのヴァースにおいてもジョーイ・サンティアゴのリードギターは全く前面に出てこない。それぞれのヴァースの二行目が終わるところで、ベースラインに沿ってチェロパートが参加する。
第1ヴァースが終わると、出だしのコード進行が繰り返されてコーラスを呼び込む。コーラス（フランシスとディールが「This monkey's gone to heaven」と繰り返すパート）ではサンティアゴのリードギターが2つのアルペジオを繰り返す。その間、2つのバイオリンがピアノと共にバックでメロディラインを演奏する。その後、メロディを三度繰り返すサンディアゴの短いソロがコーラスから第2ヴァースへの橋渡しをする。第2ヴァースとそれに続く第2コーラスの構成ははじめと同じである。第2コーラスの終わりにフランシスは「Rock me Joe!」と叫ぶ。その後サンティアゴは17秒間にわたってギターソロを行う。ソロの後半はバイオリンの伴奏がある。
ソロが終わるとフランシスは何度も「If man is five」と歌う。この間、はじめの数秒間はリードギター以外の伴奏は無いが、その後冒頭の特徴的なコード進行が再び現れる。次いで歌詞を「If the devil is six」に変えて同じ構成が繰り返される。2回目のコード進行が終わると伴奏はもとに戻り、フランシスは「Then God is seven」と絶叫しながらコーラスを迎える。「This monkey's gone to heaven」と繰り返される最後のコーラスが、前面に出された弦楽器セクションとともに曲の幕を閉じる。

## レコーディングと制作
バンドパートはマサチューセッツ州ボストンのダウンタウンレコーダーズで録音された。弦楽器セクションの録音は『ドリトル』がコネチカット州スタンフォードのカリージハウススタジオでミキシングされている間に行われた。アルバムのプロデューサーであるギル・ノートンは、レコーディング中にディールがグランドピアノの内部奏法を行うのを見て、弦楽器セクションを楽曲に加える着想を得た。ノートン率いる制作チームは、ある晩のセッションに弦楽器奏者を参加させるようスタジオのオーナー John Montagneseに依頼した。スタジオは『地獄のヒーロー』や『死霊の牙』などのB級映画のオーケストラ音楽のレコーディングにもよく使われた場所だった。Montagneseはレコーディングの為に地元の楽団からクラシック奏者を4名雇い、1988年12月4日の午後、セッションが行われた。
チェリストのArthur Fiaccoが最初にカリージハウスに到着した。彼は午後に開かれたコンサートからそのまま来たので黒と白のフォーマルな服装をしていた。Fiaccoは奏者が演奏するために書かれた楽譜がないことを知り驚いたが、フランシスが見せたリフを基に自身のパートを書き上げた。バイオリニストのCorinne MetterとKaren Karsrudもフランシスとノートンの指示に従った。アルバムとシングルにクレジットされているもう一人のチェリストのAnn Rorichは演奏に参加せず立ち去った。Fiaccoによると、彼がRorichのパートを兼任したという。

## リリースとミュージックビデオ
『ドリトル』のシングルカット曲第1弾である「モンキー・ゴーン・トゥ・ヘブン」は、1989年4月にアメリカでラジオ局のローテーションの中で公開された。シングルはエレクトラ・レコードのマーケティングの助けもあり、アメリカ・ビルボードのモダン・ロック・トラック部門（1989年6月第1週）でシングル第5位を獲得。イギリスでは1989年4月1日に発売され、イギリスのチャートに3週ランクイン、初週は60位を獲得した。
本作にはピクシーズの曲として初めてミュージックビデオが制作された。ステージ上で演奏するバンドの映像が主体となっており、カメラはかわるがわるバンドメンバーに焦点をあてる。白黒で撮影された映像では、「サーチライト」がステージを横切ったり、スローモーションなどのエフェクトが用いられている。MV中は全体として白黒だが、ときどき数秒間カラーに切り替わる。ビデオの後半からは、ステージ上にもやがかかり、バンドを覆いかくす。弦楽器セクションのメンバーはビデオには映らない。
この楽曲は後にブラック・フランシスによって再録され、彼が2004年にリリースしたアルバム『Frank Black Francis』に収録された。
南アフリカのバンドAbsintheはこの楽曲をアルバム『A Rendezvous at Nirvana』の中でカバーした。

## 評価
本作は概して好意的に評価された。イギリスの『NME』誌は、1989年3月にこの曲のシングル盤をレビューし、次のように評している。
「いまどきの目端が効く連中 は、弦楽器とグランジギターをミクスチャーするようになった。ピクシーズが例外というわけではない。叫ぶように歌うボーカル、SF調の歌詞、ギターという常に溶けた溶岩はあなたの耳にこれまでとは違う新しい穴をあけ、これまでとは違う感覚を味わわせる。「モンキー・ゴーン・トゥ・ヘブン」は、 耳触りの良いAORに染まったアメリカのロックシーンに詩的なゲロを吐いてやったようなものだ。そして、B面に収録された「Manta Ray」（=イトマキエイ）が、スピーディーな毒針をまっすぐ繰り出して彼らのはらわたをズタズタにするのだ。」
1989年4月にアルバム『ドリトル』がリリースされたとき、『NME』誌のEdwin Pounceyは次のように付け加えた。
「ワンダフルな「モンキー・ゴーン・トゥ・ヘブン」は、心地よくそれでいて出しゃばらない弦楽の音色によってふちどられている。この音色によって、エッジの効いたこの曲が丸く包み込まれる。ピクシーズの音楽に新たな領地が生まれたのだ。ピクシーズは、「モンキー・ゴーン・トゥ・ヘブン」を、天国のような音色を奏でる竪琴まで加えたフルオーケストラ演奏にアレンジしてしまおう、という誘惑に駆られたのではなかろうか。しかし彼らは賢明にもその誘惑に打ち勝ち、そうした愚行を犯さなかったのだ。」
イギリスの「Q」誌は『ドリトル』のレビューでこの曲について次のように述べている。「楽曲はきれいなものではないが、やかましいながらも丁寧に構成された音や、執拗に貫かれるリズムは実に理にかなっている。この本能的な感覚は、「モンキー・ゴーン・トゥ・ヘブン」や「Debaser」のようなトラックを間近にすると倍増する。」『ドリトル』をレビューした『ローリング・ストーン』誌のDavid Frickeは「「モンキー・ゴーン・トゥ・ヘブン」は神とゴミについて人々に考えさせている。」と語っている。
この曲の成功は商業的にも表れている。ビルボードのモダン・ロック・トラクス・チャートでは第5位を獲得し、アメリカのチャートにピクシーズをデビューさせた。しかし、イギリスのチャートではあまり良い結果が出なかった。イギリスのチャートでは60位を最高位とし、わずか3週間後にチャートから外れた。

## トラックリスト
- 作詞・作曲はすべてブラック・フランシスが担当。

イギリス 7インチ シングル
1. "Monkey Gone to Heaven" - 2:56
2. "Manta Ray" - 2:38

イギリス/アメリカ 12インチ/CD シングル
1. "Monkey Gone to Heaven" - 2:56
2. "Manta Ray" - 2:38
3. "Weird at My School" - 1:59
4. "Dancing the Manta Ray" - 2:13

## 受賞
本節の出典は。
| 出版社            | 国       | 受賞                           | 年     | 順位  |
| ----------------- | -------- | ------------------------------ | ------ | ----- |
| Melody Maker      | イギリス | Single of the Year             | 1989年 | 1位   |
| NME               | イギリス | Single of the Year             | 1989年 | 22位  |
| Rolling Stone     | アメリカ | Single of the Year             | 1989年 | 5位   |
| The Village Voice | アメリカ | Single of the Year             | 1989年 | 24位  |
| Rolling Stone     | アメリカ | 500 Greatest Songs of All Time | 2004年 | 410位 |
| NME               | イギリス | 50 Greatest Indie Anthems Ever | 2007年 | 35位  |
| NME               | イギリス | 500 Greatest Songs Of All Time | 2014年 | 197位 |